# Жвари
Жвари (груз. ჯვარი) је град у Грузији у регији Мегрелија-Горња Сванетија. Према процени из 2014. у граду је живело 763 становника.

## Становништво
Према процени, у граду је 2014. живело 763 становника.
| 1989. | 2002. | 2014. |
| ----- | ----- | ----- |
| 4.970 | 4.790 | 763   |

## Познати становници
- Мелитон Кантарија